# Daniel Kuzmin
Daniel Kuzmin (21 febbraio 1978) è un allenatore di sci nordico ed ex fondista israeliano.
È marito della biatleta slovacca Anastasija Kuz'mina, della quale è anche allenatore personale.

## Biografia

### Carriera sciistica
Cresciuto nella Russia orientale, in Coppa del Mondo ha esordito il 16 dicembre 2003 in Val di Fiemme (60°). In carriera ha preso parte a cinque edizioni dei Campionati mondiali (52° nella 50 km a Oberstdorf 2005 il miglior piazzamento). Ha gareggiato prevalentemente in Marathon Cup e in altri circuiti minori.

### Carriera da allenatore
Ricopre l'incarico di allenatore dei biatleti nei quadri della nazionale slovacca.

## Palmarès

### Marathon Cup
- Miglior piazzamento in classifica generale: 21º nel 2000